# Ґонсьорув (Кольський повіт)
Ґонсьорув (пол. Gąsiorów) — село в Польщі, у гміні Костелець Кольського повіту Великопольського воєводства.
Населення — 295 осіб (2011).
У 1975-1998 роках село належало до Конінського воєводства.

## Демографія
Демографічна структура станом на 31 березня 2011 року:
|          | Загалом | Допрацездатний вік | Працездатний вік | Постпрацездатний вік |
| -------- | ------- | ------------------ | ---------------- | -------------------- |
| Чоловіки | 149     | 30                 | 99               | 20                   |
| Жінки    | 146     | 34                 | 80               | 32                   |
| Разом    | 295     | 64                 | 179              | 52                   |